# Joachim Zierenberg
Joachim Zierenberg (latinisiert Joachimus Czirenbergius; um 1500; †  nach 1547) war ein deutscher Hochschullehrer und Rektor an der Universität Frankfurt (Oder).

## Leben
Joachim Zierenberg stammte aus Danzig. Er war möglicherweise ein Sohn des dortigen Kaufmanns Johann Zierenberg (* um 1470).
Joachim Zierenberg immatrikulierte sich 1522 an der Universität Frankfurt und erwarb dort 1524 den Grad eines Baccalaureus und 1532 eines Magisters.
Seit 1533 lehrte er an der Artistenfakultät. 1535 wurde Zierenberg erstmals Rektor der Universität und 1536 Dekan der Fakultät. Er lehrte zeitweise auch griechische Grammatik.
1545 wurde er Doktor der Medizin in Frankfurt. In diesem Jahr wurde er noch einmal Rektor und im darauffolgenden Jahr Dekan der Fakultät.
1547 ging Joachim Zierenberg nach Kolberg in Pommern, wo er als Mediziner (Physikus) tätig wurde.